# فهرست پیشه‌ها و حرفه‌ها
فهرست حرفه‌ها عبارتست از:
- آموزگاری
- اقتصاددان
- بنا
- برنامه نویسی
- برق‌کار
- بینایی‌سنجی
- پرستاری
- پزشکی
- تحلیل‌گری مالی
- تعمیرکار برق خودرو
- جراحی
- جوش‌کاری
- حسابداری
- خیاط
- داروسازی
- دامپزشکی
- دندانپزشکی
- روانشناسی
- روزنامه‌نگاری
- سیاست‌مداری
- شنوایی‌سنجی
- شیشه بر
- طراح
- طلا و جواهر ساز
- قنادی
- فهرست‌نویسی
- فروشنده
- فیلسوف
- لوله‌کش
- ماشین ساز
- مترجمی
- معماری
- مهندسی عمران
- نانوا
- نجار
- وکالت
- کمدین
- مکانیک
- صافکار خودرو
- آشپز

## جداول آنالیز مزد گروه های 20 گانه طبقه بندی مشاغل سال 1404[۳]
پرشین فای -  پس از ابلاغ بخشنامه دستمزد سال 1404 و تعیین میزان افزایش حقوق امسال، جداول مزد طبقه بندی مشاغل 1404 بر اساس میزان افزایش ابلاغ شده تنظیم و ارائه گردید.
جدول مزد گروه های 20 گانه طبقه بندی مشاغل سال 1404
در جدول مزد گروه های 20 گانه طبقه بندی مشاغل سال 1404 ، حداقل مزد گروه‌های 20 گانه طبقه بندی مشاغل درج شده است که شرکت‌های خدماتی و پیمانکاری و شرکت های طرف قرارداد با دستگاه های اجرایی مکلف به رعایت آن‌ها در خصوص نیروهای شرکتی هستند.
برای محاسبه مزد گروه های 20 گانه طبقه بندی مشاغل از فرمول محاسبه سایر سطوح مزدی استفاده می شود.
بنابراین فرمول محاسبه طرح طبقه بندی مشاغل سال 1404 از روی مزد گروه های شغلی 20 گانه سال گذشته به صورت زیر است:
مزد گروه در سال 1404 = 310.535 + (مزد گروه در سال 1403* 1.32)

## جدول مزدی گروه های ۲۰ گانه طبقه‌بندی مشاغل ۱۴۰۴
گروه های طبقه بندی مشاغل از ۱ تا ۲۰  تعریف شده و در هر کارگاه الزامی به وجود همه گروه ها نیست و ممکن است در کارگاه تعداد محدودی از گروه ها وجود داشته باشند.
مزد طبقه بندی مشاغل ۱۴۰۴ شامل دو قسمت است: مزد گروه و مزد پایه یا پایه سنوات.
مزد گروه : حداقل مزد روزانه ای است که باید به دارنده هر گروه شغلی باید پرداخت شود. در جدول طبقه بندی مشاغل ۱۴۰۴ در مقابل هر گروه شغلی مزد آن گروه مشخص شده است و مزد روزانه کارگر با توجه به گروه شغلی وی نباید از مزد گروه مشخص شده کمتر باشد.
مزد پایه یا پایه سنوات : همانگونه که در جدول بالا ملاحظه می‌شود، مزد پایه یا پایه سنوات نیز مبلغی است که به کارگران با سابقه کار دو سال و بیشتر (از ابتدای سال دوم کار) تعلق می‌گیرد.
این وجه به صورت سالانه رو هم انباشته و کارفرما مکلف است علاوه بر پرداخت پایه سنوات سال های گذشته و اعمال افزایش مزدی به آن، پایه سنوات سال جاری را نیز پرداخت کند. 
نکته مهم در خصوص پایه سنوات علی الخصوص در شرکت‌های پیمانکاری ، خدماتی و تامین نیروی انسانی این است که سابقه کار کارگران از ابتدای شروع به کار در آن کارگاه محاسبه می‌شود نه از سالی که شرکتی به عنوان پیمانکار تعیین گردیده.